# Zdenekius
Zdenekius is een geslacht van vliesvleugeligen uit de familie Torymidae. De wetenschappelijke naam van dit geslacht is voor het eerst geldig gepubliceerd in 1993 door Grissell.

## Soorten
Het geslacht Zdenekius is monotypisch en omvat slechts de volgende soort:
- Zdenekius smithi Grissell, 1993